# Перлова, Ирина Александровна
Ирина Александровна Перлова (1939 — 15 сентября 2010) — азербайджанская актриса. Народная артистка Азербайджана (2002).

## Биография
Родилась в 1939 году. Родители являлись актёрами.
Окончила актёрский факультет Белорусского академию театрального искусства (педагог Дмитрий Орлов). По окончании института переехала в Баку.
С 1967 года работала актрисой и режиссёром Азербайджанского государственного русского драматического театра имени Самеда Вургуна. Также работала в Азербайджанском театре юного зрителя и Камерном театре Баку.
Сыграла в спектаклях Азербайджанского русского драматического театра 47 ролей, в том числе множество главных.
Многие роли сыграла по спектаклям, поставленным Джаннет Селимовой.
Спектакль «Хозяйка гостиницы» по пьесе К. Гольдони, в котором Перлова играла роль Мирандолины, шёл на сцене Азербайджанского русского драматического театра 15 лет. Состоялось 400 представлений.
На Малой сцене данного театра в течение 7 лет шёл спектакль «Дама с камелиями» по роману А. Дюма, в котором она играла роль Маргерит Готье. 
Выступала с гастролями в Москве, Ленинграде, Минске, Вильнюсе, Тбилиси.
За роль Катрин в спектакле «Мамаша Кураж и  ее дети» по Б. Брехту в 1976 году на Фестивале немецкой драматургии в Москве получила диплом I степени.
С 1980-х годов писала наброски сценариев спектаклей.
По окончании актёрской карьеры более 20 лет являлась режиссёром Камерного театра, созданного Джаннет Селимовой. Пять артистов данного театра под их руководством стали заслуженными артистами Азербайджана.
Написала сценарий и поставила как режиссёр моноспектакль о жизни и творчестве Марины Цветаевой.
Писала стихи, в том числе «Я услышу».
Издана книга Галины Микеладзе «Ирина Перлова. Modus vivendi» со сборником интервью актрисы.
Умерла 15 сентября 2010 года. Похоронена в Израиле.

## Роли в театре
- «Убить пересмешника» (по повести Харпер Ли, реж. П.Б. Юдин)
- «Щедрый вечер» (Маринка) (по пьесе Вратислава Блажека, реж. Хасин)
- «Сверчок» (Зуля) (реж. Хасин)
- «Снежная королева» (Герда) (реж. Шварц)
- «Валентин и Валентина» (Машка) (по пьесе М.М. Рощина, реж. Г. Гюльахмедова-Мартынова)
- «Последние» (Вера) (М. Горький, реж. Е.И. Сахаров)
- «На дне» (Настенка) (М. Горький, реж. Мехти Мамедов)
- «Варвары» (Надежда Монахова) (М. Горький, реж. Джаннет Селимова)
- «Соловьиная ночь» (Инга) (В. Ежов, реж. Джаннет Селимова)
- «Хозяйка гостиницы» (Мирандолина) (К. Гольдони)
- «Мамаша Кураж и  ее дети» (Катрин) (Б. Брехт)
- «Преступление и наказание» (Сонечка Мармеладова) (Ф. М. Достоевский)
- «Женитьба Белугина» (Елена Кармина) (А. Островский)
- «Дни Турбиных» (Елена Тальберг) (М. Булгаков)
- «Милый друг» (Мадлен) (Мопассан)
- «Мой бедный Марат» (Лика) (А.Н. Арбузов)
- «Я стою у ресторана» (Нина) (Э. Радзинский)
- «Электра» (Электра) (Ласло Дюрко)
- «Тартюф» (Эльмира) (Мольер)
- «Дама с камелиями» (Маргерит Готье) (А. Дюма)
- «Сивилла» (моноспектакль, о жизни Марины Цветаевой) (автор пьесы и реж. И.А. Перлова)
- «Иванов» (Сарра (Анна Петровна) (А. П. Чехов)
- «Трамвай «Желание» (Бланш Дюбуа) (Теннеси Уильямс, реж. Б. Эрин)

## В качестве режиссёра
- «Отелло» (Шекспир)
- «Моцарт и Сальери» (А. С. Пушкин)
- «Каменный гость» (А. С. Пушкин)
- «Белые ночи» (Ф. М. Достоевский)
- «Идиот» (Ф. М. Достоевский)
- «Приведения» (Г. Ибсен)
- «Гедда Габлер» (Г. Ибсен)
- «Вишневый сад»  (А. П. Чехов)
- «Эдип царь» (Софокл)
- «Синие сны» (Шолом Алейхем и М. Шагал)
- «Контрабас» (Патрик Зюскинд)

## Награды
- Заслуженная артистка Азербайджанской ССР (10 апреля 1981)
- Народная артистка Азербайджана (24 декабря 2002)[1]
- Персональный пенсионер Президента Азербайджана (7 мая 2008)[5]